# Andrey Medvedev
Pour les articles homonymes, voir Medvedev.
Andrey Medvedev (né le 6 avril 1990 en RSFS de Russie) est un gymnaste artistique israélien.

## Carrière
Il se classe sixième de la finale du saut de cheval aux Championnats d'Europe de gymnastique artistique masculine 2014.
Il est médaillé d'argent au saut de cheval lors des Championnats d'Europe 2019 et des Championnats d'Europe 2021.
Aux Championnats du monde 2021 à Kitakyūshū, il est médaillé de bronze au saut de cheval.